# Ondulita

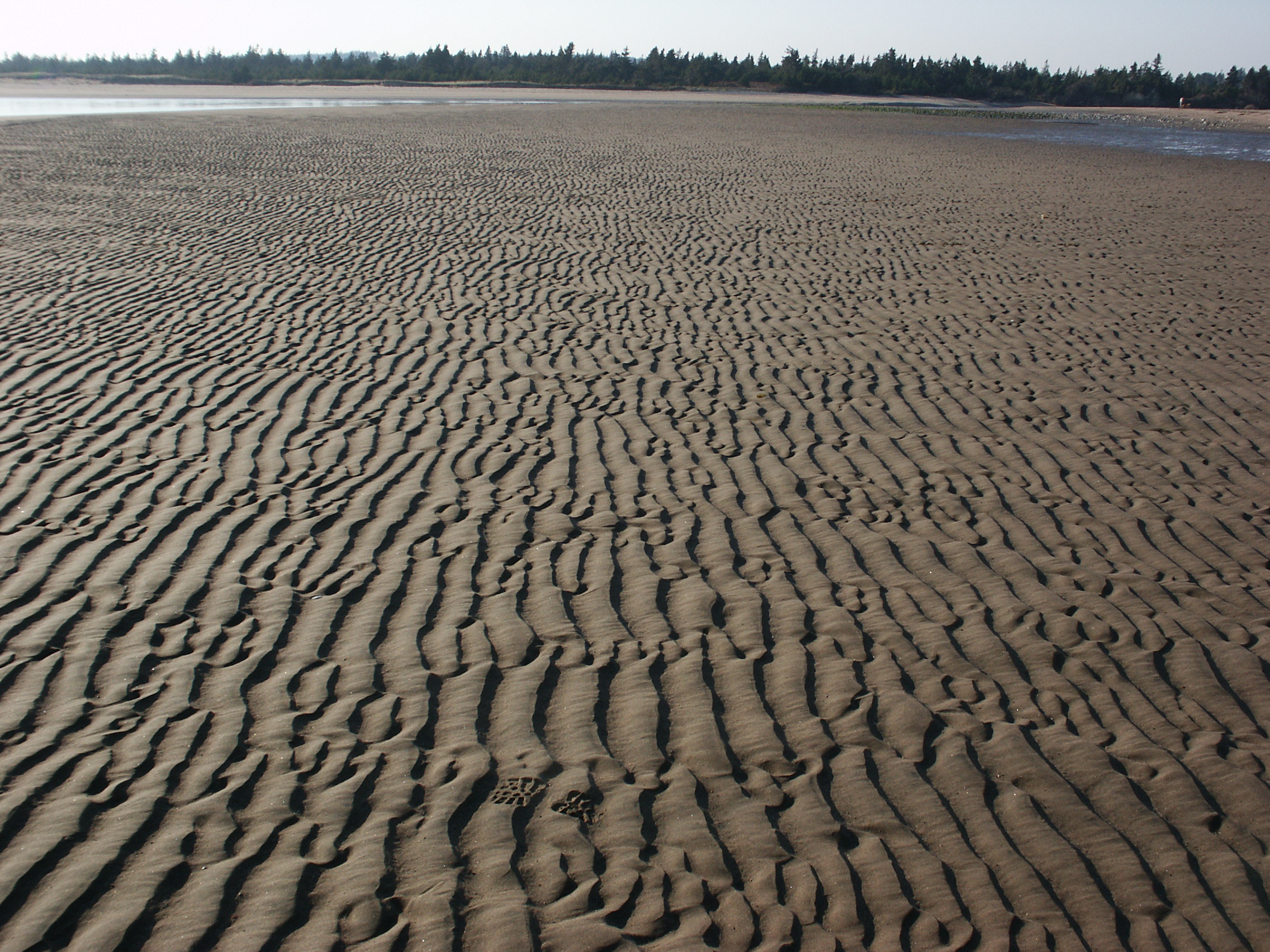
Ondulitas asimétricas en una llanura mareal arenosa. La corriente que las formó ha circulado de izquierda a derecha de la imagen.

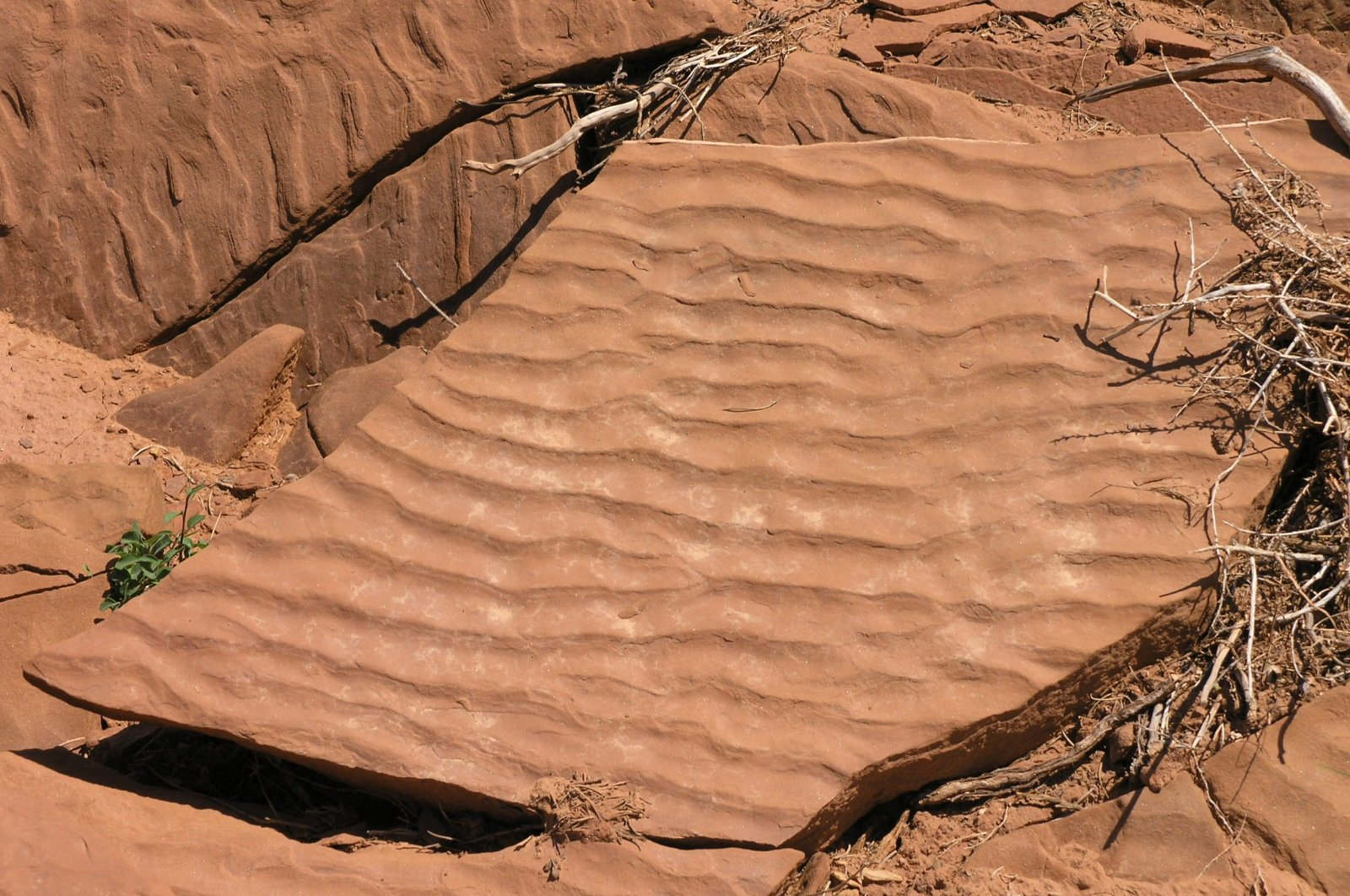
Ondulitas en sedimentos antiguos. La bifurcación de las crestas puede indicar tanto un origen eólico como mareal (rizaduras de oscilación).

Las ondulitas, rizaduras o ripple-marks (es muy común el uso del término en inglés) son estructuras sedimentarias que se forman por la acción de una corriente de agua o viento sobre un sustrato de arena suelta. Las de mayor tamaño se denominan dunas, especialmente las de origen eólico. La forma y laminación interna dependen de la velocidad de la corriente y de si esta es unidireccional u oscilatoria. Así, por el tipo de corriente, se dividen en rizaduras de corriente y rizaduras de oscilación.
El aire y las corrientes de agua producen ondulitas de caras asimétricas, en tanto que las oscilaciones del oleaje forman otras que son simétricas. La bifurcación de las crestas se produce únicamente en las ondulitas de oscilación o las de origen eólico. La distancia entre dos crestas de esas ondulaciones pueden variar entre una fracción de centímetro y varios decímetros. La altura o amplitud de las mismas es de 5 a 10 veces menor. Las ondulitas pueden formarse desde el litoral hasta profundidades muy grandes. Sus formas, dimensiones y disposición general dependen de las condiciones en que se han formado (la fuerza del oleaje, por ejemplo). Su estudio es valioso porque revela las condiciones en que se efectúa la sedimentación. Por eso los geólogos se interesan por las ondulitas conservadas en las rocas sedimentarias, mayormente abundantes en areniscas, cuarcitas, limolitas o calizas detríticas.
Las ondulitas presentan criterios para indicar direcciones de paleocorrientes, de interés en Paleogeografía, y criterios de polaridad vertical, de interés en el estudio de series plegadas, pues señalan muro y techo de la estratificación (qué estaba arriba y qué abajo cuando se produjo la sedimentación).

Formación de rizaduras de corriente y su laminación cruzada interna (sección perpendicular al eje de la cresta).

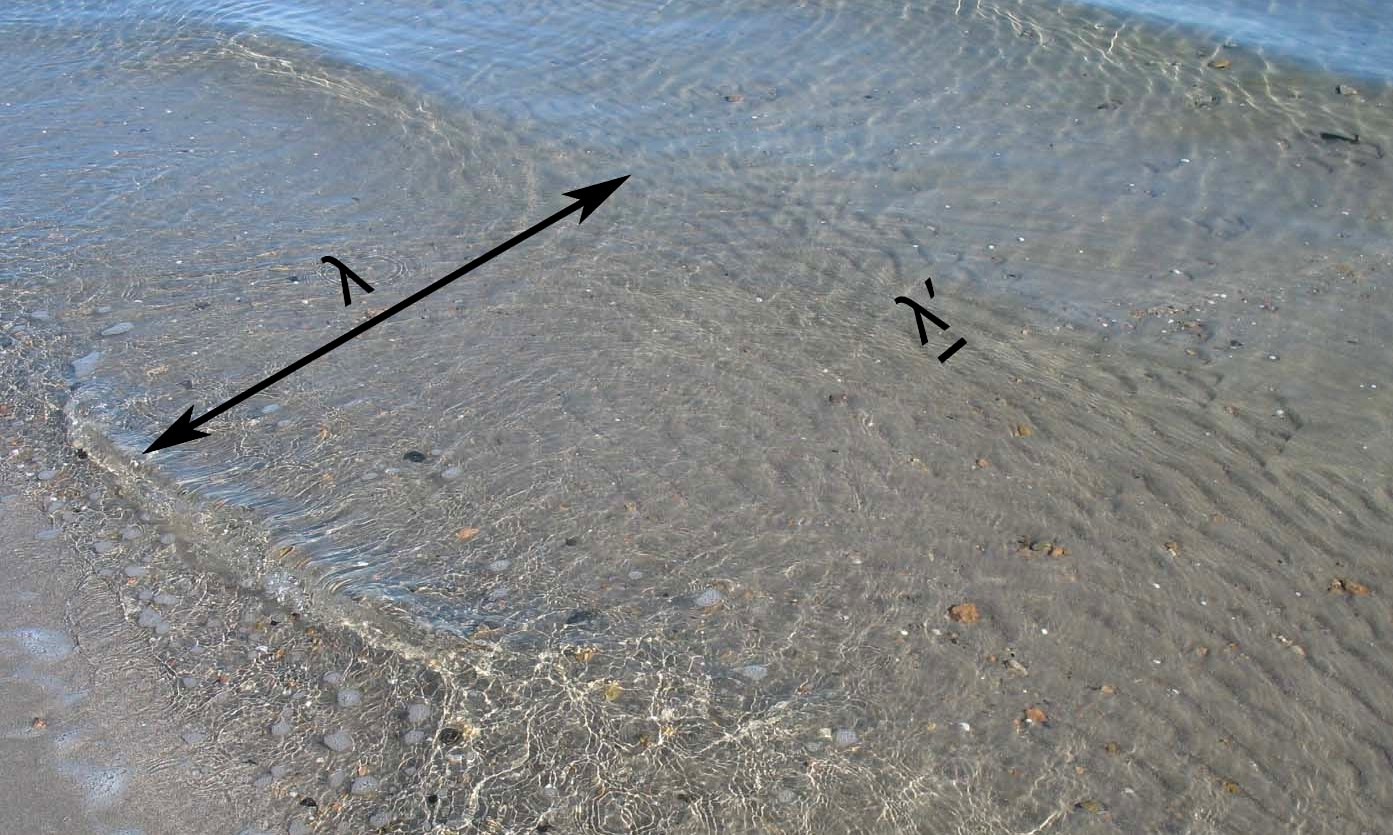
Comparación de longitudes de onda entre olas y rizaduras. Puede verse que las rizaduras no son un reflejo de las olas: se forman por la corriente de fondo durante el avance y retroceso del oleaje. λ= longitud de onda de la ola; λ'= longitud de onda de la rizadura.